# Anosia tychius
Anosia tychius är en fjärilsart som beskrevs av Hans Fruhstorfer 1910. Anosia tychius ingår i släktet Anosia och familjen praktfjärilar. Inga underarter finns listade i Catalogue of Life.